# هاري فان راي
هاري فان راي (29 أغسطس 1936 - 16 نوفمبر 2020)، كان رئيسًا لنادي بي إس في أيندهوفن الرياضي الهولندي بين عامي 1996 و 2004. كان من أنصار الرابطة الأطلسية، والتي كانت ستصبح منافسة للأندية الأكبر في البلدان الأوروبية الأصغر. 
شغل أيضا منصبًا إداريًا في شركة فيليبس.

## من مؤلفاته
في عام 2007 صدر كتاب السيرة الذاتية